# Renovació Social
Renovació Social va ésser el nom d'un grup probolxevic actiu a Figueres a la tardor del 1921. En foren membres Salvador Dalí, Martí Vilanova, Rafael Ramis i Jaume Miravitlles. Edità un manifest i un butlletí del mateix nom (primer número el 26 de desembre del 1921). Fou rebutjada la seva inscripció com a partit polític.